# Нончо Воденичаров
Нончо Драгиев Воденичаров е български каскадьор, певец, поет, актьор и бивш кмет на община Раднево.

## Биография
Роден е на 6 ноември 1955 година в Копривщица. На младини си изкарва прехраната като каскадьор в 40 филма. Участвал е предимно като конник – ездач в каскадите на много от най-големите български исторически филми, в това число и в епичните ленти „Хан Аспарух“, „Време на насилие“ и „Мъжки времена“.
През годините освен каскадьор, певец и актьор, е бил също и управител на бензиностанция, както и президент на футболния клуб „Миньор“ – Раднево.
Преди да стане кмет на град Раднево през 2003 година, Нончо Воденичаров е известен като собственик на голямото рибовъдно стопанство „Номиком“ – сред водещите в страната в областта на сладководното рибовъдство, на територията на арендования от него язовир „Овчарица“, недалеч от Раднево. Създаденият през 1981 година Културен център в Раднево понастоящем носи името му.
През 2003 година с Решение № 250 от 5 септември същата година на ОбС – Копривщица е обявен за почетен гражданин на родния си град.
На местните избори през есента на 2007 година в Раднево печели със 72% от гласовете на първи тур за втори кметски мандат.

## Смърт
През 2009 година се записва да участва в телевизионното състезание „Сървайвър 4“, където почива на 53 години на 30 май 2009 г. Като причина за това лекарите твърдят, че е масивен инфаркт, като преди това при направените му прегледи и изследвания преди всяко състезание е показвал отлични резултати.

## Памет
- Посмъртно през 2009 г. се издават всички песни от репертоара на Нончо Воденичаров, събрани в два албума – „Обич“ и „У дома“, в компилацията „Спомен за Нончо“, включваща и DVD с видеоклипове на песните от двата албума.

- В памет на Нончо Воденичаров през 2009 г. Юнона записва песента „Раздаваш любов“ по текст на Лиляна Димова, музика и аранжимент на Ангел Ефтимов, а през 2010 г. оркестър „Канарите“ записват песента „Живот и песен“ по музика, текст и аранжимент на Атанас Стоев в албума си „Пътища и веселие“.

- През 2014 г. в Копривщица, по повод пет години от смъртта на Нончо Воденичаров, е учредено сдружението с нестопанска цел „Нончо Воденичаров и приятели“. Членове в Управителния му съвет са: Искра Шипева, Петър Воденичаров, Иван Гранитски, Венцислав Иванов, Диана Миланова, Хари Янакиев, Володя Николов и Кунка Неделева. Сдружението има няколко основни цели: организаторска, образователна, информационна, конферентна и културна дейност, насочени към развитие и утвърждаване на духовните ценности, образованието и културата, както и към подпомагане на личностната реализация на млади таланти. Първата инициатива на сдружението е издадената стихосбирка „Поезия и песни“ със стихове за и от Нончо Воденичаров и текстовете на всички негови песни.[5]

## Дискография

### Студийни албуми
- 2005 – „Обич“
- 2009 – „У дома“

### Компилации
- 2009 – „Спомен за Нончо“ (2 CD, 1 DVD), съдържа и DVD с видеоклипове на песните